# İlkyaz Arslan
İlkyaz Arslan (Ankara, 1993) è un'attrice turca, nota per aver interpretato il ruolo di Leyla Haktan nella serie Love Is in the Air (Sen Çal Kapımı).

## Biografia
İlkyaz Arslan è nata nel 1993 ad Ankara, e oltre alla recitazione si occupa anche di teatro.

## Carriera
İlkyaz Arslan si è laureata all'Anadolu University State Conservatory, Department of Performing Arts e nella Escuela Superior de Arte drammaticao de Galicia (ESAD Galicia) in Spagna, dove ha studiato teatro fisico. Nel 2015 ha recitato nell'opera teatrale Aslan Asker Şvayk. Nel 2017 ha recitato nelle opere teatrali Pal Sokağ e in Karamazov Kardeşler. Nel 2018 ha recitato nell'opera teatrale Delirium. L'anno successivo, nel 2019 ha recitato nell'opera teatrale Takan Takana.
Dal 2017 al 2020 ha fatto la sua prima apparizione sul piccolo schermo con il ruolo di Melek nella serie Kadin. Nel 2019 è entrata a far parte del cast della serie Behzat Ç.: Bir Ankara Polisiyesi, nel ruolo di Banu.
Nel 2020 e nel 2021 ha interpretato il ruolo di Leyla Haktan nella serie Love Is in the Air (Sen Çal Kapımı), trasmessa su Fox.

## Filmografia

### Televisione
- Kadin – serie TV, 46 episodi (2017-2020)
- Behzat Ç.: Bir Ankara Polisiyesi – serie TV, 9 episodi (2019)
- Love Is in the Air (Sen Çal Kapımı) – serie TV, 39 episodi (2020-2021)

## Teatro
- Aslan Asker Şvayk (2015)
- Pal Sokağ (2017)
- Karamazov Kardeşler (2017)
- Delirium (2018)
- Takan Takana (2019)

## Doppiatrici italiane
Nelle versioni in italiano dei suoi film e delle sue serie TV, İlkyaz Arslan è stata doppiata da:
- Laura Amadei[21] in Love Is in the Air[22]

## Riconoscimenti
- Sadri Alışık Anatolian Player Awards
  - 2019: Vincitrice come Attrice non protagonista di maggior successo dell'anno